# 魂のピリオド
『魂のピリオド』（たましいのピリオド）は、1998年に発表された太田裕美の19枚目のオリジナルアルバム。4曲入りミニアルバム。発売元はソニーレコード。
本作以降のオリジナルアルバムは当初からCDとして発売されている。規格品番はKSC2-231。

## 解説
1984年に発表された前作の『TAMATEBAKO』から14年ぶりのオリジナルアルバムとなった。1984年11月21日に3曲入りシングル『雨の音が聞こえる』を発表後、1985年1月26日に太田は音楽プロデューサーの福岡智彦と結婚。妊娠・出産・子育てのため1996年まで音楽活動を休止していた。1996年4月よりライブ活動を再開し、その後にレコーディングを開始して発表されたのが本作である。
本作では全曲が筒美京平の作曲、松本隆の作詞で、太田裕美・筒美京平・松本隆のトリオが復活。1978年のアルバム『海が泣いている』（シングル『振り向けばイエスタディ』収録）以来、20年ぶりに筒美・松本コンビの曲を歌うこととなった。次作『神様のいたずら』でも筒美・松本コンビの曲を歌っている。
2曲目の「水彩画の日々」は、太田のオフィシャルブログのタイトルにもなっている。

## 収録曲
1. 魂のピリオド
  - 作詞：松本隆／作曲：筒美京平
2. 水彩画の日々
  - 作詞：松本隆／作曲：筒美京平
3. ハーブの香り
  - 作詞：太田裕美／作曲：筒美京平
4. 僕は君の涙
  - 作詞：太田裕美／作曲：太田裕美